# Festival internazionale Händel di Gottinga
Il Festival internazionale Händel di Gottinga (in tedesco Internationale Händel-Festspiele Göttingen) è un festival tedesco di musica barocca, con sede a Gottinga.

## Attività

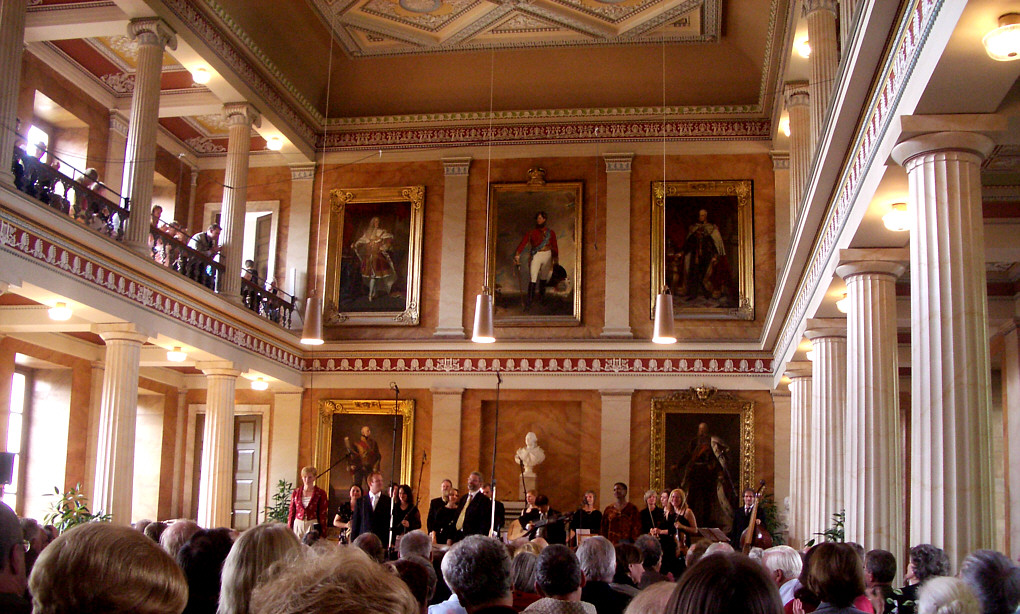
Concerto all'Università Georg-August di Gottinga nel 2005

Il festival fu fondato nel 1919 da Oskar Hagen, storico dell'arte e padre dell'attrice Uta Hagen e tenne la sua prima edizione nel 1920. Il festival è largamente focalizzato sulla musica di Georg Friedrich Händel ed ha aiutato a rivitalizzare e coltivare l'incremento delle esecuzioni della musica di Händel durante il XX secolo.  Il festival coinvolge musicisti professionisti da ogni parte del mondo e le loro esecuzioni sono ampiamente caratterizzate dall'utilizzo di pratiche esecutive storiche del periodo barocco.
Il festival produce ogni anno la messa in scena completa di un'opera di Händel e l'esecuzione di molti dei suoi oratori. Nel 2006, il festival ha creato la sua propria orchestra professionale, la Festspiele Orchester Göttingen (FOG), specializzata nell'esecuzione di musica barocca. Inoltre, il Festival presenta diversi spettacoli di musica da camera di Händel e dei suoi contemporanei.
Il festival si rivolge anche ad un pubblico meno classico offrendo eventi classici all'aperto, concerti di musica classica a tarda sera, serenate serali, concerti da camera, recital, conferenze, proiezioni di film, letture e visite della città. E inoltre concerti e oratori, balletti, la serie "Handel suona il jazz!" e molto altro ancora a colmare il divario tra musica barocca e contemporanea. Sono anche molto popolari con il pubblico gli eventi all'aperto con fuochi d'artificio o musica d'acqua e serate di concerti negli incantevoli dintorni di Gottinga.
Fra i direttori artistici del passato figura Fritz Lehmann, che ricoprì l'incarico nel periodo dal 1934 al 1953, tranne una parentesi dal 1944 fino al 1945 causato da un conflitto con le autorità naziste. John Eliot Gardiner fu il direttore artistico del festival dal 1981 al 1990. Nicholas McGegan prestò il suo servizio come direttore artistico del festival dal 1991 al 2011. Nel settembre 2011 Tobias Wolff assunse l'incarico di amministratore delegato del Festival, e Laurence Cummings divenne il nuovo direttore artistico.

## Direttori artistici (lista parziale)
- Fritz Lehmann (1934-1944, 1946-1953)
- John Eliot Gardiner (1981-1990)
- Nicholas McGegan (1991-2011)
- Laurence Cummings (2011–in carica)